# Wareolestes
Wareolestes rex — форма ссавцеподібних із середньоюрських (батських) порід Англії та Шотландії. Спочатку він був відомий з ізольованих зубів з Англії, перш ніж більш повну щелепу з зубами було знайдено в формації Кілмалуаг у Скай, Шотландія.

## Етимологія
Wareolestes rex був названий Еріком Фріменом, який назвав його на честь доктора Мартіна Вера «на знак визнання цього великого внеску» в успішну роботу Фрімена. Друга частина родової назви, lestes, походить від грецького «розбійник». Назва виду rex означає король, є водночас визнанням відносно великого розміру цього мезозойського ссавцеподібного та каламбуром імені пана Е. Дж. Кінга.

## Біологія
У шотландської скам'янілості Wareolestes, зубний ряд (нижня щелепа) мав три постійні дорослі корінні зуби та кілька непрорізаних дорослих премолярів, які все ще були всередині щелепи нижче лінії ясен. Це показує, що Wareolestes змінив свої зуби на сучасний спосіб ссавців (дифіодонтія), що є важливим кроком в еволюції справжніх характеристик ссавців. Це також припускає, що Wareolestes виробляв молоко, щоб годувати своїх дитинчат.